# Małe Jakowczyce
Małe Jakowczyce (biał. Малыя Якаўчыцы; ros. Малые Яковчицы) – wieś na Białorusi, w obwodzie brzeskim, w rejonie żabineckim, w sielsowiecie Krzywlany.
Dawniej istniała jedna wieś Jakowczyce. W dwudziestoleciu międzywojennym leżała w Polsce, w województwie poleskim, w powiecie kobryńskim. Podziału na Wielkie Jakowczyce i Małe Jakowczyce dokonano po 1931.
W miejscowości znajduje się przystanek kolejowy Jakowczyce na linii Moskwa - Mińsk - Brześć.